# 雲紋歧鬚鮠
雲紋歧鬚鮠，為輻鰭魚綱鯰形目倒立鯰科的其中一種，為熱帶淡水魚，分布於非洲三比西河中游流域，體長可達15公分，棲息在岩石底質底中層水域，以藻類等為食，生活習性不明，可做為食用魚。